# Карваниста
Карваниста (енгл. Karvanista) измишљени је лик у британској научнофантастичној телевизијској серији Доктор Ху који је тумачио Крег Елис. Лик се први пут појавио у епизоди „Апокалипса за Ноћ вештица” (2021) у 13. серијалу.
У епизоди „Некада давно” (2021), откривено је да је Карваниста некада био сапутник Одбегле Докторке.

## Лик
Карваниста је Лупари, припадник ратничке врсте налик псима која је везана за човечанство, што се сматра њиховом обавезом и чашћу. Имао је близак однос са својом мајком и био је посебно љут када ју је поменуо Ден Луис (Џон Бишоп). Током година, Карваниста је себи стекао звање „Победник хиљада цивилизација”.
У неком тренутку у прошлости, Карваниста је био сапутник Одбегле Докторке (Џо Мартин) када је она била део организације Временских господара познате као „Дивизија”, која се борила против Разарача познатих као Рој (Метју Нидам/Сем Спруел) и Азур (Рошенда Сандал). Пошто ју је Докторка напустила, Дивизија је избрисала њена сећања и уградила уметак у Карванистин мозак који би га отровао ако би открио Докторки нешто о њиховој повезаној прошлости.
У садашњости тринаестог серијала, особа коју Карваниста треба да спаси је Ден Луис. Иако одлучно испуњава овај задатак, он изражава презир према људима, посебно према Дену, као и према Докторки (Џоди Витакер) која покушава да интервенише, описујући ово друго као бескорисно и досадно.

## Прича
Карваниста је први пут виђен у серији како прети Докторки и Јасмин Кан (Мандип Гил) киселином и низом других замки од којих на крају њих две побегну. Карваниста тада напада Дена Луиса, отима га и одводи у свој свемирски брод. Пошто је Докторка стигла да спаси Дена, она се суочава с њим у вези са свим подацима које он може имати о групи званој „Дивизија”. Карваниста објашњава разлог за отмицу Дена: припадници његове врсте су везани за људе на Земљи. Касније помаже да се Лупарији натерају да заштите Земљу од Флукса.
Данима касније, када се Ден убацио у сонтарански брод и ускоро ће бити убијен, Карваниста му долази у помоћ и заједно уништавају сонтараначке бродове који се граде широм Албертовог пристаништа. Карваниста изражава радост када је Ден одлучио да путује са Докторком.
Нешто касније, Карваниста преузима контролу над одметнутим лупаријским бродом којим управља млада жена Бел (Тадеа Грејем) и љути се што није једна од његове врсте. Укрцава се на њен брод са намером да је убије или ухвати. Обоје их нападају Сонтаранци који су били спремни да униште све Лупарије. На крају се појављује варијанта Докторке како би помогла обома, а затим преузима команду над бродом да нападне базу Сонтаранаца. Докторка и Карваниста вољно дозвољавају да буду заробљени, где Карваниста сазнаје да су Сонтаранци уништили остатак његове врсте. Током разговора са Докторком открива да ће га, ако јој икада да одговоре које она тражи о времену проведеном у „Дивизији”, отровати уметак у његовом мозгу, али она потврђује да јој је некада био сапутник и да ју је дубоко повредило када га је оставила. Касније уз помоћ Бел и Виндера (Џејкоб Андерсон) они побеђују Сонтаранце који су довели и Далеке и Киберљуде до њихове смрти допуштајући Флуксу да прогута све сонтараначке бродове. Пошто је борба завршена, Виндер и Бел одлучују да му се придруже на његовом броду који путује свемиром, због чега Карваниста изражава гађење.

## Развој
Елис је већ глумио пословног пријатеља Дена Луиса у промотивном видеу који је представио Дена као следећег сапутника на Нову годину 2021, али је касније објављено да ће он играти лик Карванисте.
Хју Фулертон из часописа RadioTimes теоретисао је да би Карваниста могао бити негативац, на основу првог приказивања лика, рекавши: „Али ту је и нови негативац у блоку, као што је откривено на промотивном снимку – створење по имену Карваниста (на слици), које изгледа да ће се придружити осталим ванземаљцима у задавању проблема Докторки Џоди Витакер ове јесени, са псећим лицем и наоружаним прилично елегантном научно-фантастичном секиром, Карваниста изгледа као да је хуниверзумска верзије вукија − Хувака, ако вам је драже – мада ће само време показати да ли је он на страни анђела или ђавола у новом серијалу.”
У једном интервјуу, Елис је изразио интересовање да понови своју улогу Карванисте у аудио причама Big Finish-а, рекавши да ће „апсолутно” бити отворен за повратак: „Живим за то. Чекам телефонски позив. 'То је псећи живот', са Карванистом и Бел и Виндером. [смех] Хајде!”

## Пријем
Хари Флечер из Metro-а је прокоментарисао како се се Лупари „омилилио обожаваоцима”. На први приказ Карванисте, Хју Фулертон из часописа RadioTimes дао је коментар о могућим плишаним играчкама заснованих на његовом лику, рекавши „једно је сигурно – неко, негде, већ планира плишану играчку Карванисте, а ми смо за тако нешто већ ослободили простора на полици”.